# Goddelijk Kind Jezuskerk (Brasschaat)
De Goddelijk Kind Jezuskerk is een rooms-katholiek kerkgebouw in de tot de Antwerpse gemeente Brasschaat behorende wijk Bethanie, gelegen aan Lage Kaart 564.
In 1934 kwam een kapel te Bethanie gereed. Deze was afhankelijk van de Sint-Jozefsparochie te Brasschaat. In 1957 werd de kapel verheven tot kapelanie en in 1960 tot zelfstandige hulpparochie.
Mede door bevolkingstoename ontstond behoefte aan een volwaardig kerkgebouw. In 1978 werd deze gebouwd naar ontwerp van architectencollectief Waterkeyn. Het is een kerkgebouw in de stijl van het naoorlogs modernisme. De sobere kerk heeft een losstaande open klokkentoren, uitgevoerd in beton.
De oude noodkerk werd verbouwd tot parochiaal centrum.